# نانامي ياماشيتا
نانامي ياماشيتا (山下七海 ياماشيتا نانامي) هي مؤدية أصوات يابانية ولدت في 19 يوليو 1995م في محافظة توكوشيما.

## أدوارها في الأنمي

### مسلسلات أنمي تلفزيونية
- ويك أب, جيرلز! - نانامي هيسامي
- معارك القوى الغريبة في حياتنا اليومية - تشيفويو هيميكي
- آيدولماستر سندريلا جيرلز - يوي أوتسكي
- أسوماتسو-سان - نيا هاشيموتو
- ترينيتي سفن - ماستر ليبل
- دارلينغ إن ذا فرانكس - ميكو

### أنمي الإنترنت
- ويك أب، جيرلزوو! - نانامي

### أفلام أنمي
- ويك أب، جيرلز!: النجمات السبع - نانامي هيسامي
- ويك أب، جيرلز!: ظل الشباب - نانامي هيسامي
- ويك أب، جيرلز!: بيوند ذا بوتوم - نانامي هيسامي

## أدوارها في ألعاب الفيديو
- آيدولماستر سندريلا جيرلز - يوي أوتسكي

## أدوارها في الدبلجة اليابانية
- الفتيات الأخيرات - بولا

## وصلات خارجية
- نانامي ياماشيتا على موقع IMDb (الإنجليزية)
- نانامي ياماشيتا على موقع ميوزك برينز (الإنجليزية)
- نانامي ياماشيتا على موقع قاعدة بيانات الفيلم (الإنجليزية)
- نانامي ياماشيتا على موقع كينوبويسك (الروسية)
- نانامي ياماشيتا على موقع ANN person (الإنجليزية)